# Shtetl
Shtetl (em iídiche: שטעטל, no singular; שטעטלעך, shtetlech, no plural), é a denominação iídiche para "cidadezinha". Chamavam-se "shtetl" as povoações ou bairros de cidades com uma população predominantemente judaica, principalmente na Europa oriental, como por exemplo na Polônia, Rússia ou Bielorrússia, antes da Segunda Guerra Mundial.
Os primeiros Shtetlech apareceram no século XII, quando judeus fugindo das perseguições da Europa Central e Ocidental receberam a permissão de colonizar o território pertencendo a Dinastia Piast na Polônia.

## Shtetls
na Lituânia
- Kėdainiai

na Bielorrússia
- Hrodna
- Pinsk
- Polatsk
- Vitebsk

na Polônia
- Będzin
- Białystok
- Dębica
- Kamieńsk
- Mielec
- Ulanów
- Zduńska Wola

na Ucrânia
- Bratslav
- Belz (Ucrânia)
- Chernihiv
- Kamianets-Podilskyi
- Kosiv
- Lutsk